# La Fille tatouée

La Fille tatouée (The Tattooed Girl) est un roman américain de Joyce Carol Oates paru en 2003.

## Résumé
Seigl, un homme riche et cultivé, atteint d'une maladie neurologique, prend comme assistante Alma une femme inculte et peu intelligente ; le roman les montre vivant côte-à-côte, mais chacun s'absorbe dans son propre monde intérieur. Lui est préoccupé par sa traduction de l'Énéide ; elle, par contre, a des pensées pleines de haine. Elle a toujours été une femme battue, se liant avec des hommes qui la battent et elle-même cherchant leur attention.